# Kansas City Wizards
Kansas City Wizards je ameriški nogometni klub iz istoimenskega mesta. Osnovan je bil leta 1995, leta 2000 pa je osnoval MLS pokal. 

## Trenutna postava
| Št. | Država                  | Položaj | Igralec                |
| --- | ----------------------- | ------- | ---------------------- |
| 1   | Združene države Amerike | GK      | Kevin Hartman          |
| 2   | Združene države Amerike | DF      | Michael Harrington     |
| 3   | Združene države Amerike | DF      | Chance Myers           |
| 4   | Združene države Amerike | MF      | Amir Lowery            |
| 5   | Združene države Amerike | MF      | Kerry Zavagnin         |
| 6   | Združene države Amerike | MF      | Lance Watson           |
| 7   | Argentina               | FW      | Claudio López          |
| 8   | Združene države Amerike | MF      | Ryan McMahen           |
| 9   | Združene države Amerike | MF      | Sasha Victorine        |
| 10  | Argentina               | MF      | Carlos Marinelli       |
| 11  | Združene države Amerike | MF      | Kurt Morsink           |
| 12  | Združene države Amerike | DF      | Jimmy Conrad (kapetan) |
| 13  | Združene države Amerike | DF      | Rauwshan McKenzie      |
| 14  | Združene države Amerike | DF      | Jack Jewsbury          |

| Št. |                         | Položaj | Igralec           |
| --- | ----------------------- | ------- | ----------------- |
| 15  | Združene države Amerike | DF      | Aaron Hohlbein    |
| 16  | Argentina               | FW      | Eloy Colombano    |
| 17  |                         | MF      | Roger Espinoza    |
| 18  | Združene države Amerike | GK      | Eric Kronberg     |
| 19  | Trinidad in Tobago      | FW      | Scott Sealy       |
| 20  | Združene države Amerike | DF      | Tyson Wahl        |
| 22  | Združene države Amerike | MF      | Davy Arnaud       |
| 23  | Kolumbija               | FW      | Iván Trujillo     |
| 24  | Združene države Amerike | DF      | Matt Marquess     |
| 25  | Združene države Amerike | DF      | Jonathan Leathers |
| 27  | Kambodža                | DF      | Yomby William     |
| 29  | Združene države Amerike | FW      | Ryan Pore         |
| 30  | Združene države Amerike | MF      | Michael Kraus     |
| 31  | Združene države Amerike | GK      | Boris Pardo       |

GK - vratar ; DF - branilec ; MF - vezni igralec ; FW - napadalec

### Znani igralci
- Davy Arnaud (2002—)
- Jose Burciaga Jr (2001-2007)
- Mark Chung (1996–1998)
- Jimmy Conrad  (2003—)
- Nick Garcia  (2000-2007)
- Richard Gough (1997)
- Diego Gutierrez  (1996-1997, 2002-2005)
- Kevin Hartman (2007—)
- Chris Henderson (1998–2000)
- Eddie Johnson (2006—2007)
- Mo Johnston (1996–2001)
- Chris Klein (1998–2005)
- Frank Klopas (1996–1997)
- Alexi Lalas (1999)
- Claudio Lopez (2008—)
- Tony Meola (1999–2004)
- Miklos Molnar (2000)
- Uche Okafor (1996-2000)
- Preki (1996–2000, 2002–2005)
- Paul Rideout (1998)
- Refik Šabanadžović (1997-1999)
- Igor Simutenkov (2002-2004)
- Scott Sealy (2005-)
- Mike Sorber (1996)
- Vitalis Takawira (1996-1999)
- Shavar Thomas (2004-2006)
- Peter Vermes (2000–2002)
- Josh Wolff (2003–2006)
- Kerry Zavagnin (2000—)

## Glavni menegerji
- Tim Latta
- Doug Newman (1997–1999)
- Curt Johnson (1999–2006)
- Peter Vermes (2006–danes) -- Tehnični direktor
- Greg Cotton (2006–danes) -- Poslovni direktor

## Predsedniki
- Robb Heineman (2006 - danes)[mrtva povezava]

## Ekipni rekordi
- Največ tekem  Preki, 218
- Največ golov  Preki, 71
- Največ asistenc  Preki, 98
- Največ obramb  Tony Meola, 37